# Montclar (Aveyron)
Montclar é uma comuna francesa na região administrativa de Occitânia, no departamento de Aveyron. Estende-se por uma área de 12,80 km². Em 2010 a comuna tinha 162 habitantes (densidade: 12,7 hab./km²).